# The Kidnapped Bride (film 1914)
The Kidnapped Bride è un cortometraggio muto del 1914 scritto, diretto e interpretato da Frank C. Griffin (Frank Griffin).

## Produzione
Il film fu prodotto dalla Lubin Manufacturing Company.

## Distribuzione
Distribuito dalla General Film Company, il film - un cortometraggio della lunghezza di 180 metri - uscì nelle sale cinematografiche USA il 4 luglio 1914. Nelle proiezioni, veniva programmato con il sistema dello split reel, accorpato in un'unica bobina con un altro cortometraggio prodotto dalla Lubin, la commedia It's a Shame.